# Rusbya taxifolia
Rusbya taxifolia är en ljungväxtart som beskrevs av Nathaniel Lord Britton. Rusbya taxifolia ingår i släktet Rusbya och familjen ljungväxter. Inga underarter finns listade i Catalogue of Life.